# Prevent Senior
 (octobre 2021).
Prevent Senior est une entreprise brésilienne active dans le domaine de la santé, fondée en 1997 à São Paulo. Elle est spécialisée dans les soins médicaux aux personnes âgées.
Em mars 2020, ce réseau de cliniques a lancé une étude sur l'utilisation de l'hydroxychloroquine contre la maladie à coronavirus 2019. 
À la suite de décès de certains patients lors de cette étude et en raison de plusieurs manquements graves à l'éthique, le Sénat du Brésil a mis en place une commission d’enquête parlementaire, la CEI da Prevent Senior (pt),.